# Frontière entre l'Espagne et le Portugal
La frontière entre l'Espagne et le Portugal est une frontière internationale terrestre et maritime séparant deux pays membres de l'Union européenne. C'est l'une des frontières intérieures de l'espace Schengen. Elle porte le nom Raya en espagnol et Raia en portugais. C'est la plus vieille frontière terrestre d'Europe et du monde. En effet malgré les conflits et les annexions, celle-ci est restée quasiment inchangée depuis le Traité d'Alcañices qui date de 1297 .
Le Traité de Lisbonne (1668) reconnaît la restauration d'une dynastie indépendante au Portugal, après qu'il a été uni comme État souverain, in personna regis, à la Monarchie catholique espagnole de 1580 à 1640 dans le cadre de l'Union ibérique, mais il n'a pas a rétablir le tracé de la frontière, qui est restée inchangée. Le Traité de Lisbonne de 1864 règle le problème de la souveraineté sur six villages frontaliers, dont trois constituaient le micro-État indépendant du Couto Misto, mais il ne fait qu'affiner la ligne de frontières sur le même tracé.
Depuis le Traité de Vienne de 1815 à la suite duquel l'Espagne n'a pas mis en œuvre les préconisations relatives à sa retrocession au Portugal, subsiste formellement le litige de la souveraineté du territoire d'Olivence revendiqué par le Portugal, mais dans la pratique la ville, reconnue comme relevant de la souveraineté portugaise, et dont le territoire est entretenu alternativement par les deux pays, est régie pour l'essentiel par le droit en vigueur en Espagne.

## Localisation

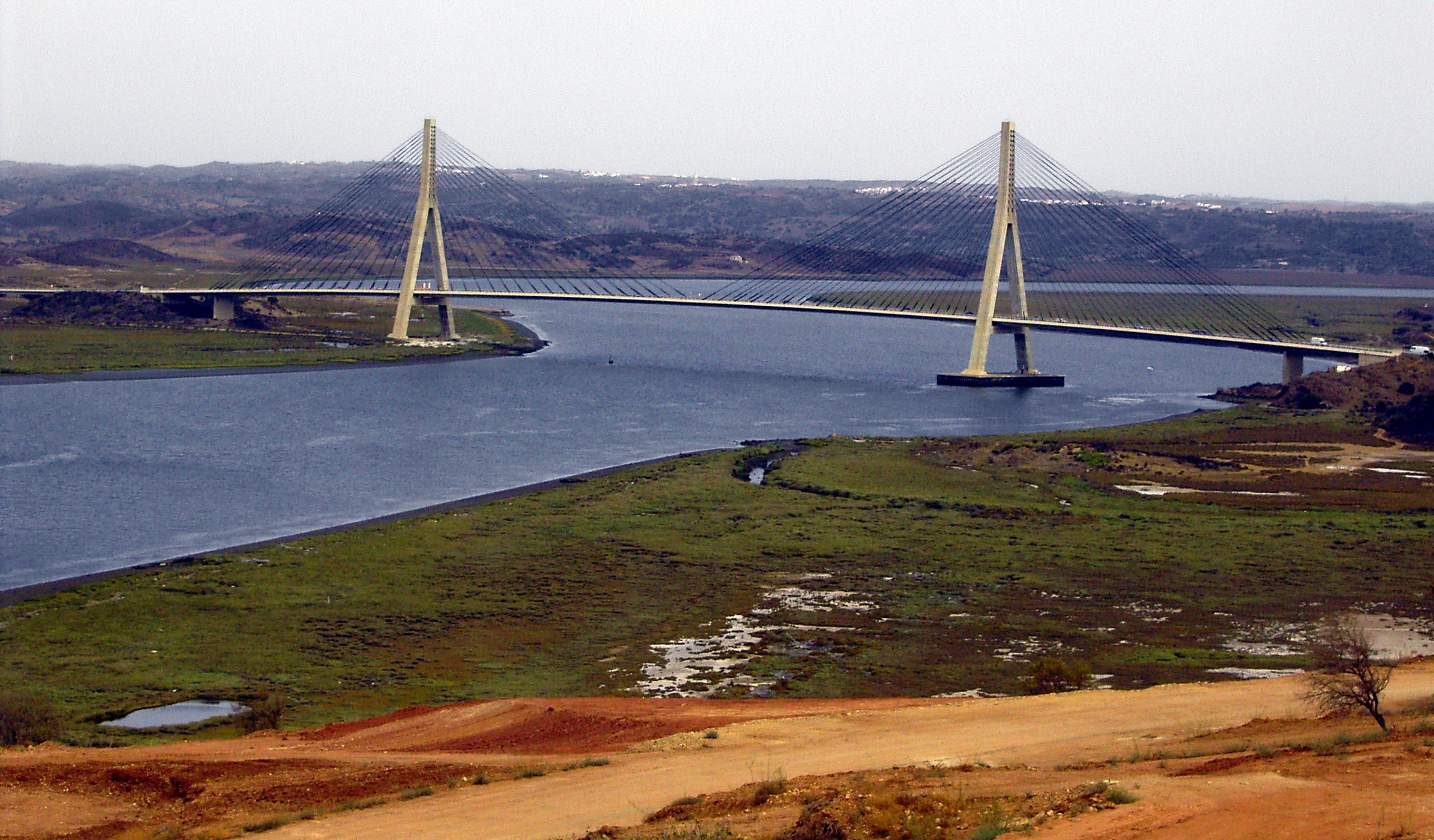
Le pont international sur le Guadiana, entre l'Algarve et l'Andalousie.

La frontière, du nord vers le sud, commence à l'embouchure du fleuve Minho et se termine à l'embouchure du fleuve Guadiana ,.
En Espagne, sont frontalières les provinces de :
- Pontevedra (Galice)
- Orense (Galice)
- Zamora (Castille-et-León)
- Salamanca (Castille-et-León)
- Cáceres (Estrémadure)
- Badajoz (Estrémadure)
- Huelva (Andalousie)

Au Portugal, sont frontaliers les districts de :
- Viana do Castelo (Région Nord)
- Braga (Région Nord)
- Vila Real (Région Nord)
- Bragance (Région Nord)
- Guarda (Région Nord et Région Centre)
- Castelo Branco (Région Centre)
- Portalegre (Alentejo)
- Évora (Alentejo)
- Beja (Alentejo)
- Faro (Algarve)

## Traités importants
- 1143 : Traité de Zamora
- 1267 : Traité de Badajoz
- 1297 : Traité d'Alcañices
- 1668 : Traité de Lisbonne
- 1801 : Traité de Badajoz
- 1864 : Traité de Lisbonne
- 1926 : Accord de Limites

## LeCouto MixtoouCouto Misto
Le Couto Misto ou Couto Mixto était un micro-État d'environ 27 kilomètres carrés entre Orense et Chaves composé de trois villages, Santiago, Rubiás et Meaus, non soumis à la souveraineté des deux pays limitrophes. Ses habitants bénéficiaient de tous les privilèges, et d'une indépendance de fait. Ils pouvaient choisir ou ne pas choisir l'une des deux nationalités. Ils n'avaient aucune obligation envers aucun des deux pays. Par le traité de Lisbonne de 1864, ces trois villages sont intégrés à l'Espagne ; en échange, trois autres villages « litigieux », Soutelinho da Raia, Cambedo (Vilarelho da Raia) et Lama de Arcos, sont acquis définitivement au Portugal. Les habitants de ces six villages disposèrent d'une année pour choisir l'une ou l'autre nationalité .

## Olivence
Un litige frontalier oppose le Portugal et l'Espagne sur la ville d'Olivence (Olivenza en espagnol, Olivença en portugais) depuis le Traité de Vienne de 1815, traité par lequel l'Espagne s'est engagée à rétrocéder ce territoire au Portugal. Depuis, le Portugal ne cesse de réclamer le retour effectif de la ville sous sa souveraineté ,.

## Îles Selvagens
Plus proches des îles Canaries que de Madère, ces îles font l'objet d'une dispute frontalière entre l'Espagne et le Portugal. La souveraineté des îles a été conférée au Portugal en 1938 en l'absence de représentants espagnols, fait que l'Espagne n'a jamais reconnu officiellement . En particulier, l'Espagne ne reconnait pas de zone économique exclusive portugaise autour de ces îles, considérant que les conditions définies par la Convention des Nations unies sur le droit de la mer ne sont pas remplies. Au cours des dernières décennies du XXe siècle, plusieurs bateaux espagnols ont été arraisonnés dans des eaux revendiquées par le Portugal  et plusieurs avions de chasse espagnols ont réalisé des survols de ces îles .

## Passages

### Points de passage routiers
Il existe de nombreux points de passage routiers traversant la frontière. Le tableau ci-dessous reprend ceux concernant les routes européennes, du nord au sud.
| Route Européenne | Route d'Espagne | Villes desservies                     | Point de passage | Villes desservies                           | Route du Portugal |
| ---------------- | --------------- | ------------------------------------- | ---------------- | ------------------------------------------- | ----------------- |
| E 01             |                 | La Corogne - Pontevedra               | Tui              | Valença - Porto - Aveiro                    |                   |
| E 801            |                 | Verín                                 |                  | Chaves - Vila Real - Viseu                  |                   |
| E 82             | N-122           | Tordesillas - Zamora                  |                  | Bragance - Vila Real - Porto                |                   |
| E 80             |                 | Saint-Sébastien - Burgos - Salamanque | Fuentes de Oñoro | Vilar Formoso - Guarda - Viseu              |                   |
| E 90             |                 | Saragosse - Madrid - Badajoz          |                  | Évora - Setúbal - Montijo                   |                   |
| E 01             |                 | Séville - Huelva                      |                  | Vila Real de Santo António - Faro - Setúbal |                   |

### Points de passages ferroviaires
Il existe cinq points de passages ferroviaires traversant la frontière. Toutes les lignes sont à voie à écartement ibérique. Le tableau ci-dessous les reprend.
| Code UIC | Ligne d'Espagne                                    | Gare d'Espagne        | Ligne du Portugal              | Gare du Portugal          | Remarques                                                                                         |
| -------- | -------------------------------------------------- | --------------------- | ------------------------------ | ------------------------- | ------------------------------------------------------------------------------------------------- |
| 280      | 508 Ligne de Ciudad Real à Badajoz (es)            | Badajoz               | Ligne de l'Est (Portugal) (pt) | Gare d'Elvas (pt)         | Voie unique non électrifiée                                                                       |
| 281      | 502 Ligne de Madrid à Valencia de Alcántara (es)   | Valencia de Alcántara | Ligne de Cáceres (pt)          | Gare de Marvão-Beirã (pt) | Voie unique non électrifiée fermée le 15 août 2012                                                |
| 282      | 120 Ligne de Medina del Campo à Vilar Formoso (es) | Fuentes de Onoro      | Ligne de la Beira Alta (pt)    | Vilar Formoso             | Voie unique non électrifiée                                                                       |
| 283      | ??? Ligne La Fuente de San Esteban-Barca d'Alva    | La Fregeneda          | Ligne du Douro (pt)            | Gare de Barca d’Alva (pt) | Voie unique non électrifiée fermée le 1er janvier 1985 et transformée en voie verte côté espagnol |
| 284      | 814 Ligne de Guillarei à Valença do Minho          | Tui                   | Ligne du Minho (pt)            | Valença do Minho          | Voie unique non électrifiée                                                                       |